# 尾索動物

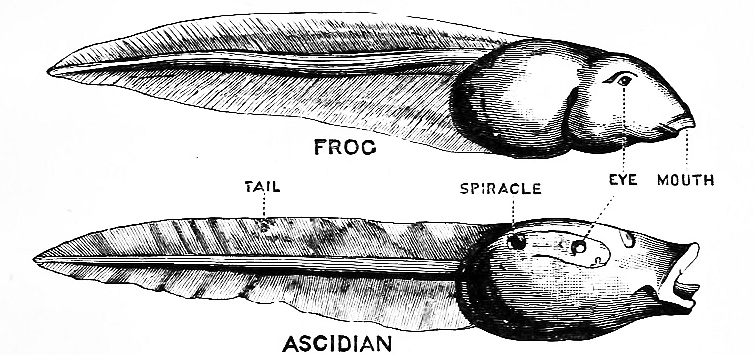
オタマジャクシ（上）と尾索動物の幼生（下）の比較

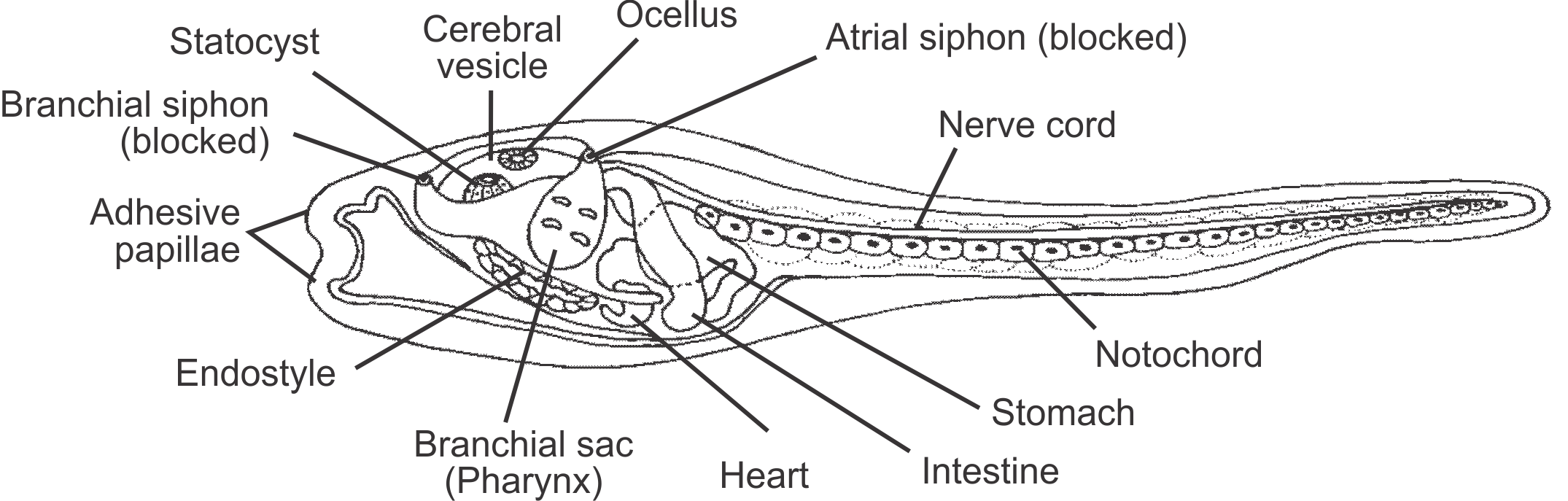
尾索動物幼生の解剖図

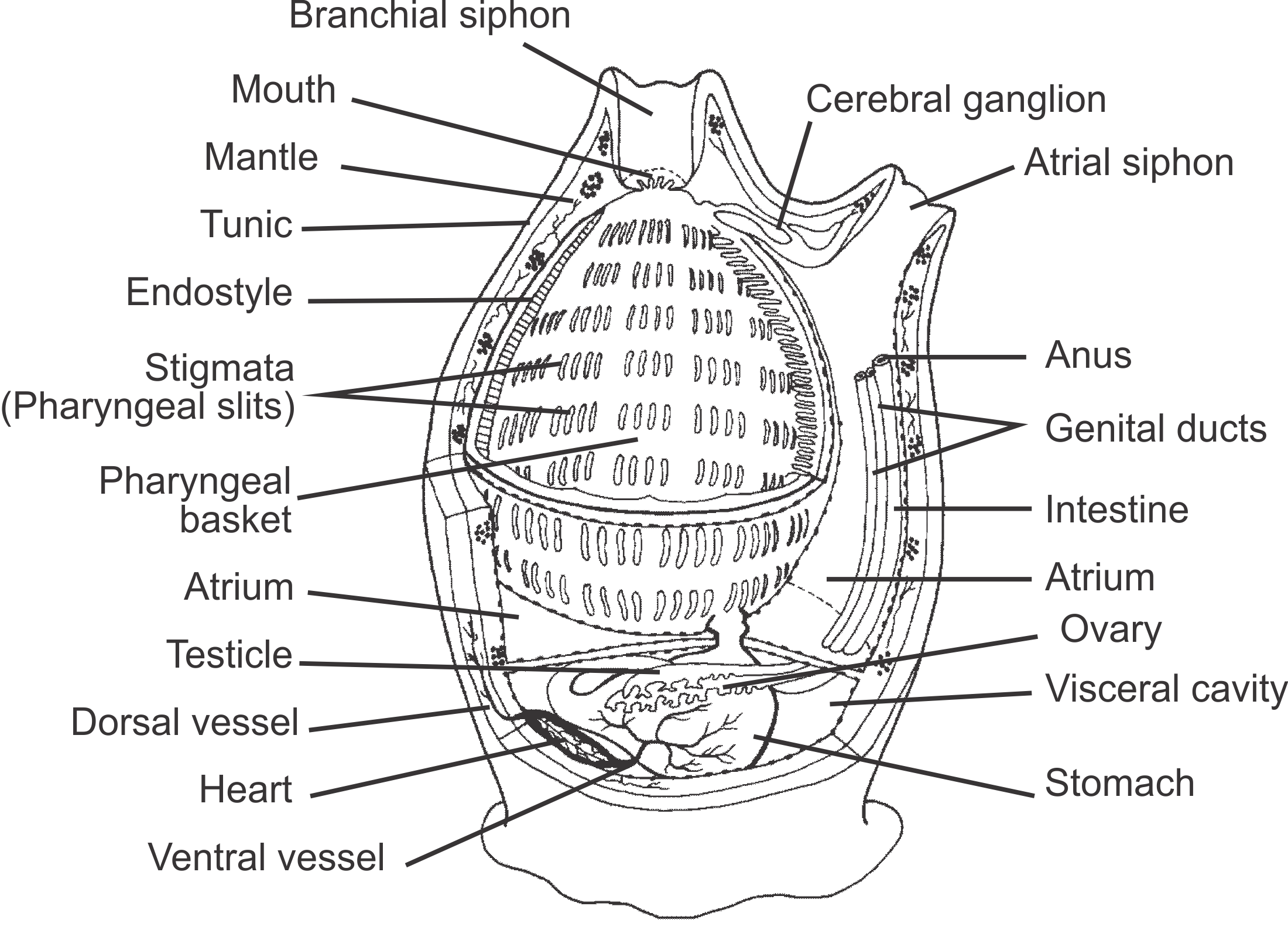
尾索動物成体の解剖図

尾索動物（びさくどうぶつ、Urochordata または Tunicata）とは、脊索動物門の下位分類群のひとつで、ホヤ類、タリア類、オタマボヤ類の3つの動物のグループの総称。被嚢動物やホヤ動物とも。すべて、海中に住み、プランクトンを濾過して食べる動物で、脊椎動物に近縁のグループである。
|  | 頭索動物：一生、全体長に渡って脊索を持つ。ナメクジウオの仲間                                                                |
|  | |
|  | \| \| 尾索動物：一生ないし一時期に尾部に脊索を持つ。 \| \| \| \| \| \| 脊椎動物：脊索の周囲に脊椎が形成される。 \| \| \| \| |
|  | |
|  | 尾索動物：一生ないし一時期に尾部に脊索を持つ。                                                                              |
|  | |
|  | 脊椎動物：脊索の周囲に脊椎が形成される。                                                                                    |
|  | |

|  | 尾索動物：一生ないし一時期に尾部に脊索を持つ。 |
|  |                                                |
|  | 脊椎動物：脊索の周囲に脊椎が形成される。       |
|  |                                                |

ホヤ類は世界で2300種以上、タリア類、オタマボヤ類はそれぞれ数十種程度の現生種が知られている。
尾索動物は頭索動物（ナメクジウオ）のもつ13のHox遺伝子のうち4つを失っており、幼生期のボディプランが他の脊索動物とは異なる機構で形成される。
またホヤ類は「他の脊索動物と分岐した後に、成体で脊索動物の特徴を失った」と考えられる。

## 下位分類群
- ホヤ綱（海鞘綱または被嚢綱、Ascidiacea） ：マボヤ、ユウレイボヤ
- タリア綱（サルパ綱、Thaliacea） ：サルパ、ウミタル、ヒカリボヤ
- オタマボヤ綱（幼形綱または尾虫綱、Larvacea または Appendicularia） ：オタマボヤ

## 特徴
次のような特徴を持つ：
- 幼生期：脊索動物の特徴が顕著であるが、幼生期が数分しかないものもいる[5]
- 成体：固着性で、幼生期とは著しく姿を変える[5]。尾と脊索は吸収され、神経系も退化[5]。
- 採餌：咽頭裂から海水を入れ、粘液で海水中の餌を捉える。それを繊毛で食道に運び、水と排泄物が肛門から出水管へと出ていく[5]。

3つのグループ、ホヤ類、オタマボヤ類、タリア類では、その特徴は大きく異なるが、共通するのは、幼生の時期にオタマジャクシの形をしており、プランクトン生活をすること、その時期には、内臓などは頭部に、長い尾の部分に脊索や、背側神経索、筋肉が存在することである。この時期の幼生は尾を振って泳ぐことができる。脊索が尾部に存在することが、尾索動物の名の由来である。脊索とは、発生の過程で最初に現れる体の軸を作る構造で、同じ脊索動物門に属する脊椎動物でも発生の過程で一時的に形成される。いずれのグループも、脊椎動物とは異なり、背側神経索を中心とした中枢神経系は発達せず、脳を持たない。多くの種が雌雄同体であり、特にタリア類では有性世代と無性世代を繰り返す複雑な生活史をもつ。
ホヤ類では、オタマジャクシ型の幼生は成熟を前にして変態を行い固着性の成体となる。ホヤの幼生は海底にたどり着き、頭部を下にして付着すると、尾部は吸収され、同時に脊索や背側神経索も消滅する。また、頭部の構造も変化し、体全体を包む筋肉性の膜である被嚢（外套）があらわれる。この被嚢が、尾索動物の別名、被嚢動物の名前の由来である。ホヤ類の被嚢には入水口と出水口の2つの穴があり、被嚢を収縮させることで水流を起こし、被嚢内部のエラに酸素や餌となる微生物を含んだ新鮮な水流を送り込む。
タリア類でも、ホヤ類と同様に尾部が吸収され、体全体を包む被嚢が形成される変態が起こるが、ホヤ類のように海底に固着することはなく、一生をプランクトンとして過ごす。被嚢の出入口は体の前後方向にあり、外見は樽状である。被嚢の筋肉を収縮させることで、被嚢の中に水を通し、濾過して餌を摂ると同時に、ゆるやかな水流を起こして移動する。タリア類では特に、脊索の形成は痕跡的である。
オタマボヤ類では、成熟に伴うわずかな形態の変化はあるものの、基本的に成熟してもオタマジャクシ型を維持し、また脊索を終生維持しており、いわゆる幼形成熟（ネオテニー）をすると考えられている。これがオタマボヤの名前の由来である。オタマボヤ類は、被嚢は形成しないが、ゼラチン質を分泌し、体全体を包むカゴのようなものをつくり、その中で生活する。尾を振ることで内部に水流を起こし、微細なふるい状の分泌物に引っかかったものを餌にし、またその水流で移動する。

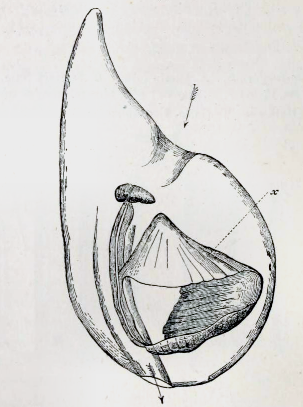
Oikopleura cophocerca
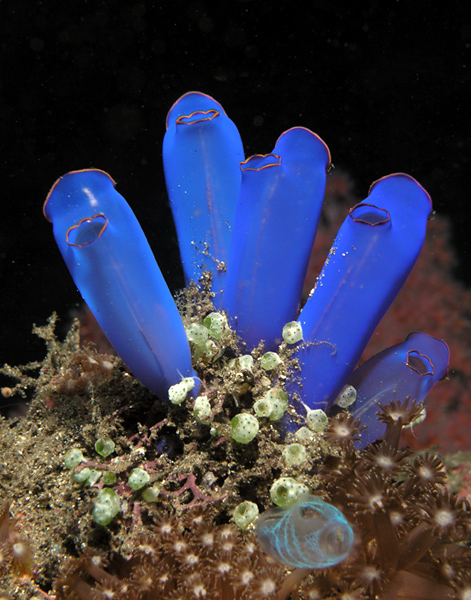
Rhopalaea.
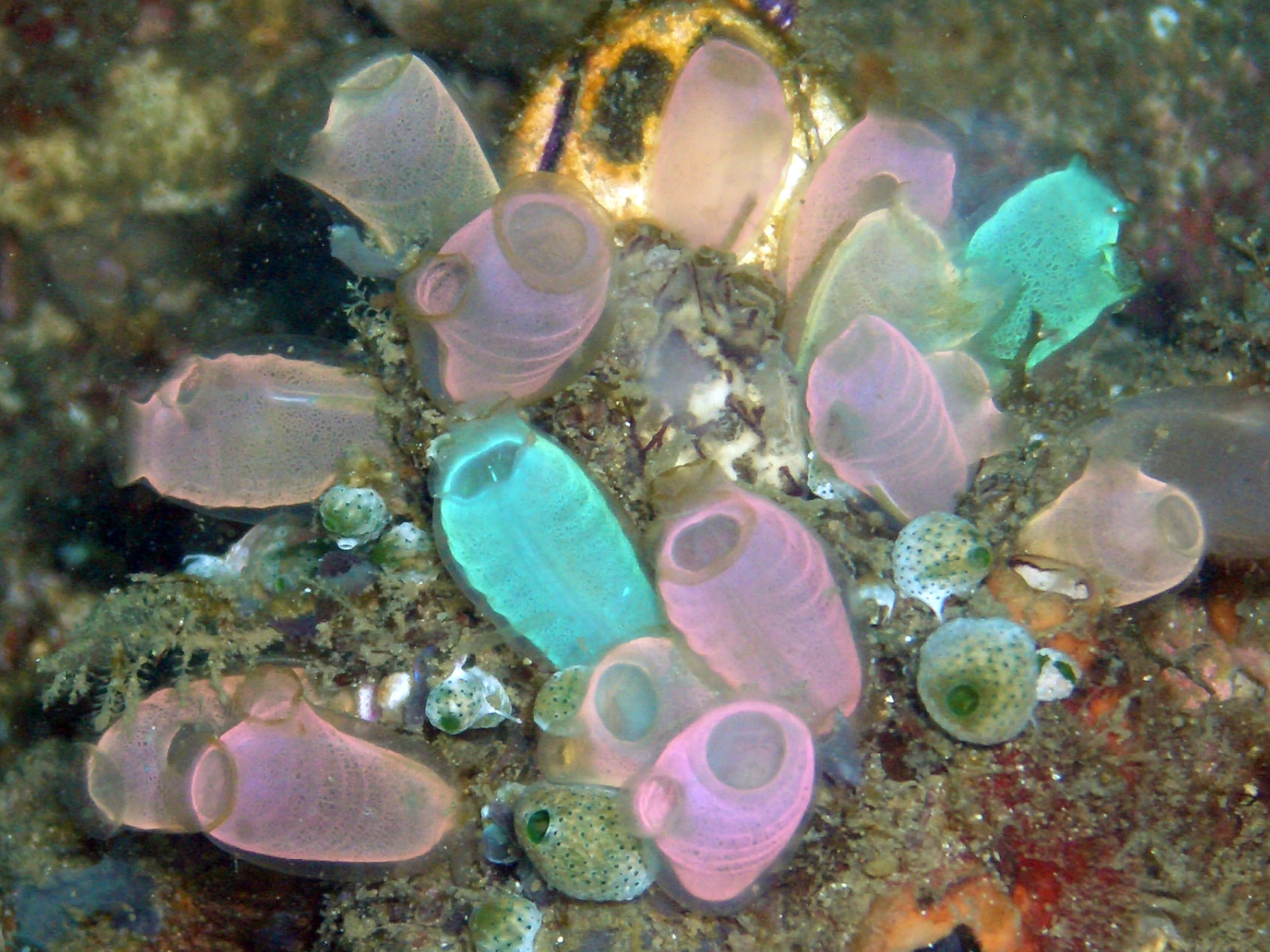
Rhopalaea crassa
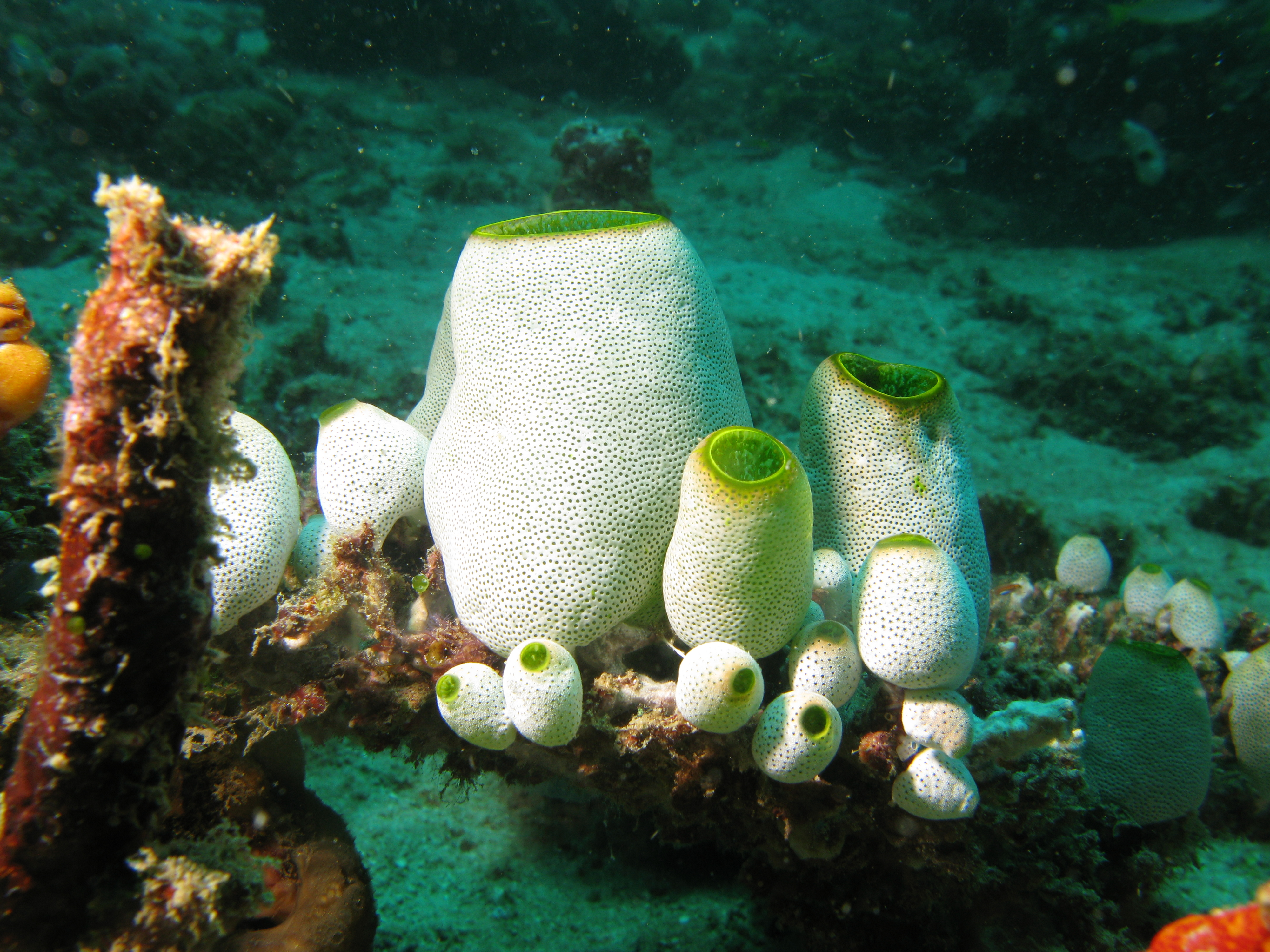
Didemnum molle.